# Tabăra cu peripeții
Tabăra cu peripeții (în engleză: Bunk'd) este un sitcom american care avut premiera pe 31 iulie 2015 și finalul pe 2 august 2024 pe Disney Channel. Serialul este o continuare a sitcom-ului Jessie, îi are în rolurile principale pe Peyton List, Karan Brar, Skai Jackson, Miranda May, Kevin Quinn, Nathan Arenas, și Nina Lu. 
În România, premiera a avut loc pe 20 iunie 2016 pe Disney Channel.

## Intrigă
Emma, Ravi și Zuri Ross părăsesc New York-ul, și ajung în Moose Rump, pentru a-și petrece vacanța de vară în tabăra Kikiwaka, unde părinții lor s-au întâlnit în adolesceță. Copiii familiei Ross și noii lor prieteni fac tot posibilul să se adapteze noii lor vieți din tabără, care a fost fondată de Jedediah Swearengen și numită după creatura legendară care trăiește în pădurea din apropiere.

## Personaje

### Principale
- Emma Ross (Peyton List) (principal, Sezoanele 1-3; episodic, Sezonul 5), este cea mai mare dintre copii familiei Ross, este consilier-în-devenire care are în grijă cabina Marmotă (Woodchuck). Este cunoscută pentrul simțul său unic în modă și design vestimentar. Ea devine antrenorul taberei în cel de-al treilea sezon. Până la sfârșitul celui de-al treilea sezon, ea devine un supermodel la Milano pentru linia vestimentară a mamei sale. Emma se întoarce mai târziu la Tabăra Kikiwaka în "Lou e șefa, dar a venit un Ross" pentru a o vizita pe Lou în timp ce inițial se stabila după ce începutul ei dezastruos pe pista pentru linia ei de moda de debut a dus la ea accidental care se încadrează pe Beyoncé și apoi a fugit. Lou, Destiny și Ava o pot ajuta să-și recapete încrederea pentru a încerca din nou debutul liniei de modă.
- Ravi Ross (Karan Brar) (Sezoanele 1-3) este un băiat extrem de inteligent, consilier-în-devenire, care are în grijă cabina Grizzly. Al doilea cel mai tânăr dintre copiii Ross, își aduce animalul de companie, o șopârlă de 2 metri, numită Doamna Kipling, în tabără. În cel de-al treilea sezon, el devine bucătar de tabără și consilier masculin principal. Până la sfârșitul celui de-al treilea sezon, Ravi este acceptat într-o bursă științifică.
- Zuri Ross (Skai Jackson) (Sezoanele 1-3), mezina familiei Ross, este o fată adorabilă, sarcastică și vorbăreață, care se află în cabina Marmotă. Vrea să fie mereu de ajutor și este dependentă de tehnologie. Până la sfârșitul celui de-al treilea sezon, Zuri devine intern la studioul de filmare al tatălui ei.
- Lou (Miranda May) este o fată hiperactivă, consilieră și cea mai bună prietenă a Emmei. Este liderul cabinei Marmotă și prietenă din copilărie cu Xander. În cel de-al patrulea sezon, ea devine directoarea principală a Taberei Kikiwaka. În "Apă sub doc", numele ei complet este dezvăluit a fi Louella Dorcas Hockhauser.
- Xander (Kevin Quinn) (Sezoanele 1-2) este un consilier popular al taberei și muzician. Este liderul cabinei Grizzly și prieten din copilărie cu Lou.
- Jorge (Nathan Arenas) (Sezoanele 1-2) este un băiat ochelarist de origine hispanică, prieten cu Ravi care se află în cabina Grizzly. De obicei este murdar, dezordonat, și îi numește pe cei din jurul său "ciudați". Jorge a afirmat odată că a fost răpit de extratereștri.
- Tiffany (Nina Lu) (Sezoanele 1-2) este o fetiță de origine chineză cu care se împrietenește Zuri. Este inteligentă și are o mamă super-protectivă care are așteptări foarte mari de la ea.
- Destiny Baker (Mallory James Mahoney) (sezoanele 3-7), o fată care a câștigat aproape toate concursurile de frumusețe în care a concurat. De asemenea, este foarte competitivă și vrea să câștige cu orice preț. În episodul "Relație cu clovni" se dezvăluie că părinții lui Destiny sunt clovni.
- Matteo Silva (Raphael Alejandro) (sezoanele 3-5 invitat sezonul 7), un băiat precaut care poate găsi pericol în orice situație, împachetează kituri de mușcături de păianjen și șarpe, ar prefera să nu fie în Tabăra Kikiwaka și vorbește portugheza atunci când este fie speriat, fie emoțional.
- Fiin Sawyer (Will Buie Jr.) (sezoanele 3-5 invitat sezonul 6-7), vărul de-al doilea al lui Lou și un băiat dezordonat căruia nu-i pasă de igienă, de spălatul hainelor sau de folosirea periuței de dinți. În "Pentru numele meme-urilor", numele său de familie se dovedește a fi Sawyer.
- Ava King (Shelby Simmons) (sezoanele 4-5 invitata sezonul 7), o adolescentă din orașul mare și o nouă consilieră care nu a mai campat niciodată.
- Gwen Flores (Scarlett Estevez) (principal, sezonul 4; episodic, sezonul 5-7), o tânără care a trăit toată viața în afara rețelei și a fost anterior școlarizat acasă de părinții ei. În cel de-al cincilea sezon, familia lui Gwen s-a mutat în oraș și ea nu poate participa în Tabăra Kikiwaka, deși încă mai trimite sfaturi lui Destiny despre cum să opereze în oraș. Mai târziu, ea vizitează tabăra din "Reușită" și se reconectează cu prietenii ei.
- Noah Lambert (Israel Johnson) (sezoanele 4-7), un adolescent din Los Angeles și un nou consilier care este un actor expert.
- Parker Preston (Trevor Tordjman) (sezonul 5-7), strănepotul co-fondatorului Taberei Kikiwaka, "Hatchet Joe" Preston. După ce a fost dat afară de părinții săi pentru diferitele sale idei de afaceri proaste, Parker ajunge în Tabăra Kikiwaka cu Rulota pentru a deveni co-proprietar al Taberei Kikiwaka și pentru a folosi unele dintre ideile sale pentru a-l îmbunătăți, ceea ce îl pune adesea în contradicție cu Lou
- Bill Pickett (Alfred Lewis) (sezonul 6-7)  un descendent fara prostii  al celebrului cowboy Bill Pickett care prefera sa impinga vitele cu franghia decat sa iasa cu prietenii
- Jake Jacobs (Luke Busey (sezonul 6-7) un baiat linistit  care se intampla sa fie si un fanatic al jocurilor video
- Winnie Weber (Shilloh Verrico ) (sezonul 6-7) o fata neinfricata care si a castigat porecla Wild Winnie incalcand regulile si aruncand ocazional lucruri in aer

### Secundare
- Gladys (Mary Scheer) (Sezoanele 1-2) este proproietara taberei Kikiwaka, fiind moștenitoare a lui Jedediah Swearengen.Este geloasă pe Christina încă de când Christina i „l-a furat” pe Morgan Ross. Din acel moment, Glayds a întâmpinat greutăți în a-și face un iubit. Până în al treilea sezon, se menționează că Gladys a părăsit definitiv Dosul Elanului și a luat banii de asigurare pentru cabinele arse, lăsând copiii Ross să câștige dreptul de proprietate asupra taberei.
- Hazel (Tessa Netting) (Secundar, Sezoanele 1-2; episodic, Sezonul 4) este consilierul șef al taberei Kikiwaka, liderul cabinei Nevăstuică, nepoata lui Gladys și rivala Emmei pentru inima lui Xander. Până la sfârșitul celui de-al doilea sezon, Hazel este retrogradată la consilier la antrenamente după ce se dezvăluie că lumânarea ei a ars cabinele. În episodul "Probleme la mal", Hazel a reapărut acolo unde căuta capsula timpului pe care ea și Lou au îngropat-o când erau mai mici.
- Doamna Kipling (Frank) (Secundar, Sezoanele 1-3; episodic Sezonul 4) este o șopârlă uriașă, asiatică, animalul de companie a lui Ravi.
- Murphy (Casey Campbell) (Secundar, Sezoanele 1-2; Episodic, Sezonul 3) este bucătarul chef al taberei, responsabilul pentru mâncarea groaznică. De cele mai multe ori Murphy sfârșește implicat în năzbâtiile copiilor. În sezonul trei episodul "Pentru numele meme-urilor", s-a dezvăluit că Murphy a demisionat de la muncă la Tabăra Kikiwaka și s-a angajat ca bucătar la Tabăra Campion, tabăra rivală, unde gătitul său este de fapt bun.
- Griff (Lincoln Melcher) (Sezonul 2) este un băiat delincvent, venit de la școala de corecție ca parte a programului său de reabilitare. El stă în cabina Grizzly, în sezonul 2. În cele din urmă a decis să-și schimbe căile și este acum fratele adoptiv al lui Xander pentru a evita să se întoarcă la Juvie.
- Lydia (Lily Mae Silverstein) (Sezoanele 2-3) este o fată gotică,cunoscută pentru rujul său negru. Ea stă în cabana Nevăstuică și apare începând cu sezonul 2.
- Barb Barca (Raini Rodriguez) (sezoanele 4-5), directoarea Taberei Campion, rivalul Taberei Kikiwaka de peste lac, și directoarea puterii profesionale, care este rivala lui Lou de mult timp. Episodul "Campioni înghesuiți" dezvăluie că numele ei de familie este Barca.
- Nadine (Kyriana Kratter) (sezonul 5), membră a programului taberei de zi PiCiiWaka, căruia îi place să pretindă că este o supereroină.

## Producție
Sezonul doi al serialului Tabăra cu peripeții a fost comandat de Disney Channel pe 29 februarie 2016 și a avut premiera pe 23 august 2016 în SUA și pe 3 iulie 2017 în România. 
Sezonul 3 al serialului a fost comandat de Disney Channel pe 31 august 2017, urmând să aibă premiera internațională în 2018.

## Transmisiuni internaționale
| Țara          | Canal                        | Premiera sezonului | Premiera sezonului | Premiera sezonului | Premiera sezonului | Premiera sezonului | Titlu official       |
| Țara          | Canal                        | 1                  | 2                  | 3                  | 4                  | 5                  | Titlu official       |
| ------------- | ---------------------------- | ------------------ | ------------------ | ------------------ | ------------------ | ------------------ | -------------------- |
| Canada        | Disney Channel Canada        | 2 septembrie 2015  |                    |                    |                    |                    | Bunk'd               |
| Franța        | Disney Channel Franta        | 11 noiembrie 2015  | 14 ianuarie 2017   | 27 octombrie 2018  | 7 decembrie 2019   | 15 ianuarie 2021   | Camp Kikiwaka        |
| Elveția       | Disney Channel Schweiz       | 11 noiembrie 2015  | 14 ianuarie 2017   |                    |                    |                    | Camp Kikiwaka        |
| Belgia        | Disney Channel Belgia        | 11 noiembrie 2015  | 14 ianuarie 2017   |                    |                    |                    | Camp Kikiwaka        |
| Regatul Unit  | Disney Channel UK            | 20 noiembrie 2015  |                    |                    | 6 septembrie 2019  |                    | Bunk'd               |
| Irlanda       | Disney Channel Irlanda       | 20 noiembrie 2015  |                    |                    | 6 septembrie 2019  |                    | Bunk'd               |
| Israel        | Disney Channel Israel        | 2 decembrie 2015   | 31 decembrie 2016  | 3 iulie 2018       |                    |                    | קיקיוואקה: מחנה קיץ  |
| Australia     | Disney Channel Austrailia    | 14 ianuarie 2016   |                    |                    |                    |                    | Bunk'd               |
| Noua Zeelandă | Disney Channel Noua Zeelanda | 14 ianuarie 2016   |                    |                    |                    |                    | Bunk'd               |
| Brazilia      | Disney Channel Brazilia      | 23 ianuarie 2016   | 3 decembrie 2016   | 3 noiembrie 2018   | 21 octombrie 2019  |                    | Campamento Kikiwaka  |
| Spania        | Disney Channel Espana        | 18 martie 2016     | 14 aprilie 2017    | 19 noiembrie 2018  | 17 februarie 2020  | 15 ianuarie 2021   | Campamento Kikiwaka  |
| Portugalia    | Disney Channel Portugalia    | 18 martie 2016     | 3 aprilie 2017     | 5 februarie 2019   | 6 ianuarie 2020    | 5 iulie 2021       | Champ Kikiwaka       |
| Germania      | Disney Channel Germany       | 25 aprilie 2016    | 3 iulie 2017       | 21 iulie 2018      | 31 ianuarie 2020   |                    | Camp Kikiwaka        |
| Italia        | Disney Channel Italia        | 6 martie 2016      | 15 ianuarie 2017   | 13 octombrie 2018  | 29 ianuarie 2021   | 25 august 2021     | Summer Camp          |
| Ungaria       | Disney Channel Ungaria       | 19 iunie 2016      | 17 iulie 2017      | 1 octombrie 2018   | 23 martie 2020     | 31 mai 2021        | Kikiwaka tábor       |
| Cehia         | Disney Channel Czech         | 19 iunie 2016      | 17 iulie 2017      | 1 octombrie 2018   | 23 martie 2020     | 31 mai 2021        | Táborníci z Kikiwaka |
| Romania       | Disney Channel România       | 20 iunie 2016      | 3 iulie 2017       | 1 octombrie 2018   | 23 martie 2020     | 6 septembrie 2021  | Tabăra cu peripeții  |
| Polonia       | Disney Channel Polska        | 10 iunie 2016      | 17 iulie 2017      | 1 octombrie 2018   | 23 martie 2020     |                    | Obóz Kikiwaka        |